# Дубище (Хмельницький район)
Дуби́ще — село в Україні, у Красилівській міській громаді Хмельницького району Хмельницької області. Населення становить 348 осіб.

## Географія
Село розташоване на лівому березі річки Случ.

## Історія
У 1906 році село Чернелевецької волості Старокостянтинівського повіту Волинської губернії. Відстань від повітового міста 29 верст, від волості 4. Дворів 88, мешканців 525.
Колишній орган місцевого самоврядування — Волицька сільська рада.